# Бала (Румунія)
Бала (рум. Bala) — село у повіті Мехедінць в Румунії. Входить до складу комуни Бала.
Село розташоване на відстані 262 км на захід від Бухареста, 30 км на північний схід від Дробета-Турну-Северина, 99 км на північний захід від Крайови.

## Населення
За даними перепису населення 2002 року у селі проживали 936 осіб, з них 932 особи (99,6%) румунів. Рідною мовою 932 особи (99,6%) назвали румунську.